# Театральний майдан (Тернопіль)
Театра́льний майда́н — головний майдан Тернополя, який разом із бульваром Тараса Шевченка композиційно утворює сучасне середмістя. У західній частині майдану є Тернопільський академічний обласний драматичний театр ім. Т. Г. Шевченка, звідки й назва, за часів СРСР — Театральна площа, за часів Польщі, Австро-Угорщини — частина вулиці Міцкевича, Панської.

## Історія
До війни на території теперішнього майдану було два пам'ятники Міцкевичу та однойменна площа. Бульвар був значно вужчим ніж тепер, його західний бік, як і сам майдан розширили вже після війни. З 1957 року, після зведення будинку театру, назва «театральний» стала офіційною.
У 1960 році тут запалали вогні першої новорічної ялинки, що повторюється щорічно. Новорічну ялинку 2014 року, у зв'язку з подіями на Євромайдані, перенесли на Майдан Волі.

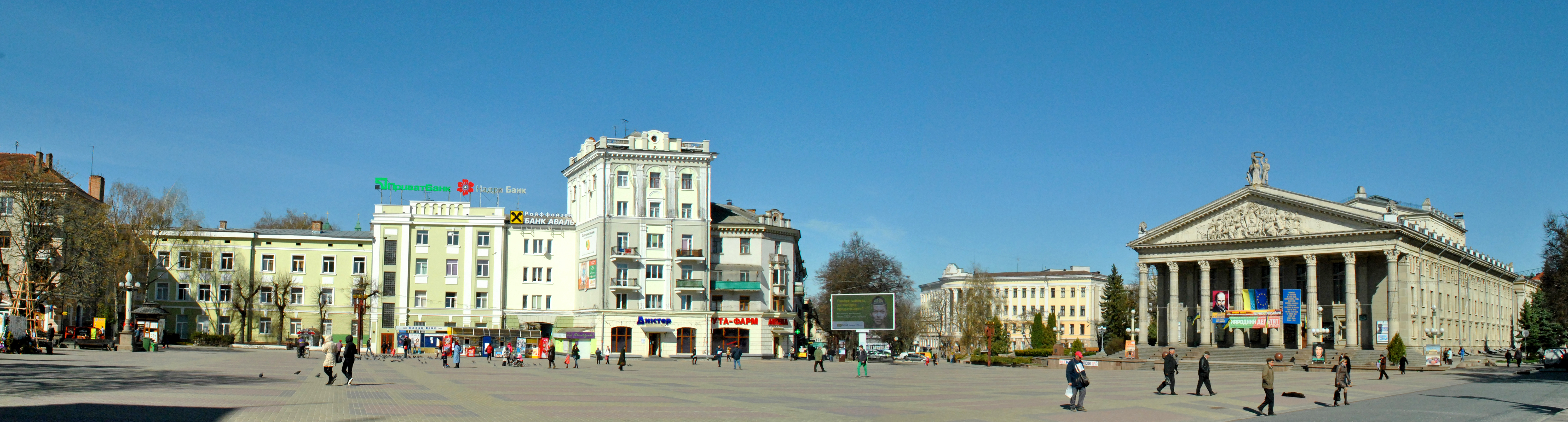
Театральний майдан, 2.4.2014

Тут 29 квітня 1990 тут уперше в нашій державі було освячено український національний прапор, який цьогож дня встановили на міській раді. Ще раніше тут провела віче Крайова Рада Народного Руху, створена першою в Україні 24 березня 1989.

## Сьогодення

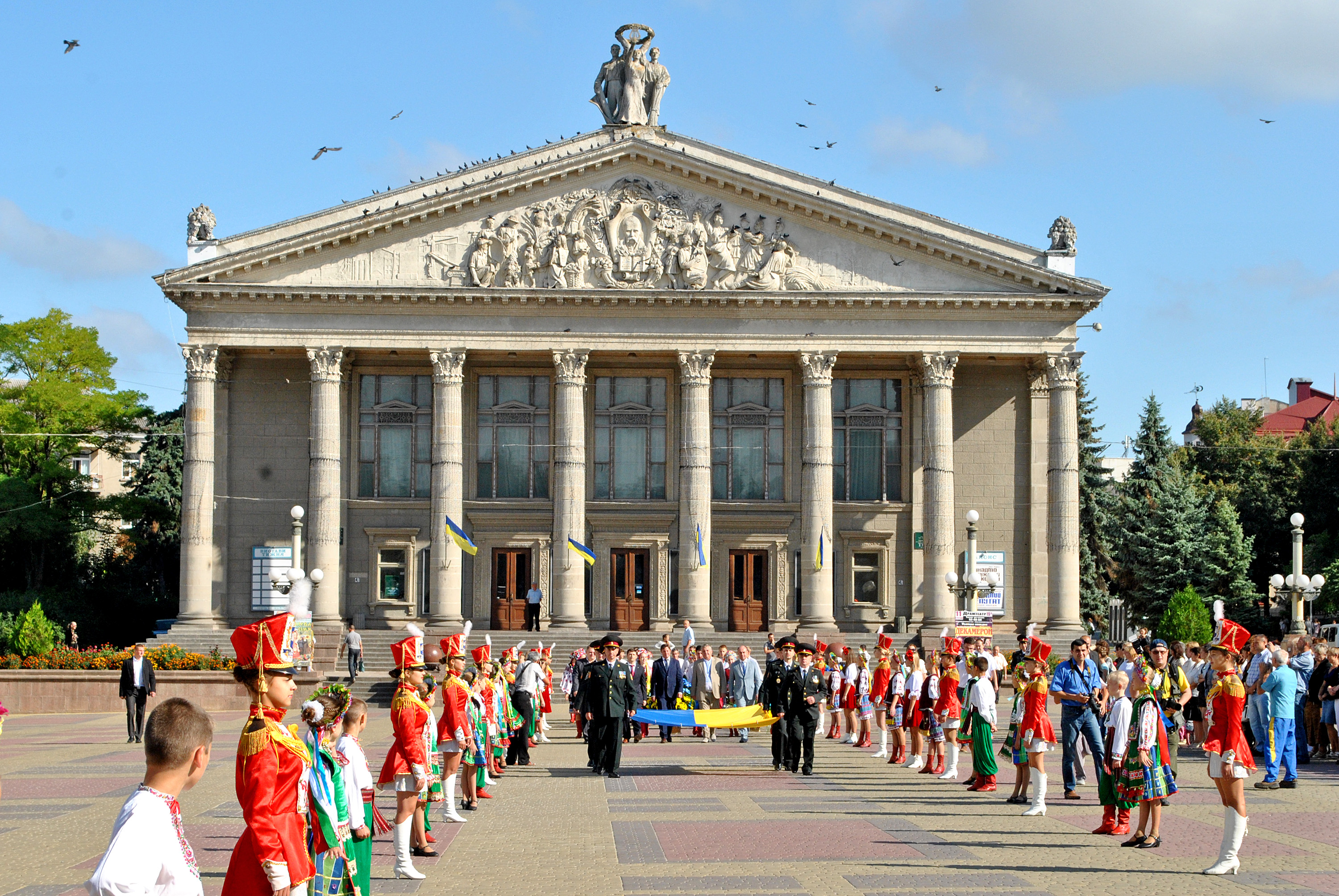
День Державного Прапора

Театральний майдан — одне з улюблених місць відпочинку тернополян.
Влітку 2010 року на майдані уклали нову бруківку, відремонтували сходи театру, оновили ліхтарі, лавки та інші комунікації.
За часів Незалежності тут щороку 23 серпня відбувається День Державного Прапора України.
На майдані проходять велелюдні зібрання, мітинги, відбуваються урочини випускників шкіл та інші мистецькі та політичні заходи.
Від 21 листопада 2013 з початку Євромайдану тут відбувалися велелюдні віча проти Януковича.

## Пам'ятники
У сквері біля майдану розташований пам'ятник Тарасові Шевченку. Навпроти театру 23 серпня 2012 року встановлено пам'ятник Незалежності. За ним, ближче до ЦУМу — пам'ятник Соломії Крушельницькій, встановлений 22 серпня 2010 року.